# Кривой танок

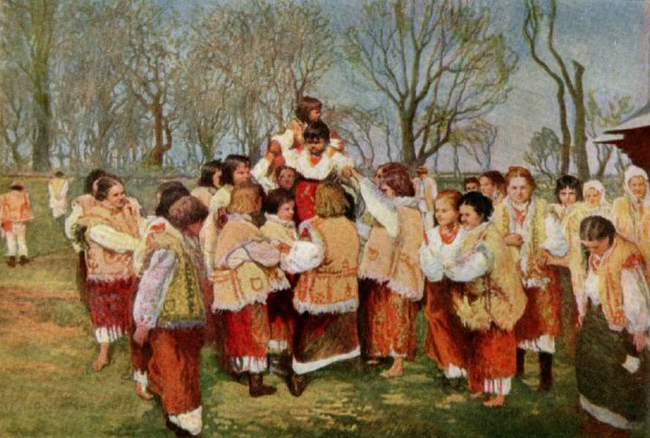
Поднятие мальчиков во время весеннего танца у гуцул. Иван Труш «Гагілки». 1905

Схема вождения «Кривого танка» в селе Бутырки Репьевского района Воронежской области

Схемы вождения «Кривого танка» в Гомельском Полесье

Кривой танок (бел. крывы танок, крывы танец; укр. кривий танець) — русский, белорусский и украинский весенний тип народного танца-танка, который водят зигзагообразными, кривыми линиями. Известен по всей Украине, на востоке и юге Белоруссии, а также в Смоленской, Брянской, Курской, Белгородской и Воронежской областях России. В разных традициях имеет приуроченность к определенной поре года и обрядов: Благовещение, Пасха, Красная горка, Вознесение, Троица.

## Описание
В Белгородско-Воронежском пограничье кривые танки исполнялись с Красной горки до Троицы. Их водили змейками между детьми, сидящими на корточках. Движение змейкой символизировало живительный дождь, оплодотворяющий землю (ср. пословицу «Не земля хлеб родит, а небо»). В селе Бутырки Воронежской области кривым танком называли орнаментальный хоровод-шествие. В этом селе вождение кривого танка было центральным моментом троицких гуляний, его водили под песню «Лень ты моя, лень». Во время танца в центр условного круга сажали трёх девочек, каждую из них ведущая обводила цепью взявшихся за руки участниц, причём водила таким образом, чтобы в результате сомкнулись начало и конец цепи. На Белгородчине танок водили под песню «Улица, наша улица». В Грайворонском районе существует композиция кривых танков — «в одну улицу», «в две улицы», «в три улицы», танок «Капуста». В селе Плёхово Суджанского района Курской области он представлял собой одну линию, которую возглавляла девушка или парень. Двигаясь зигзагами по улице, хоровод направлялся в поле.
В Черниговской губернии белорусы водили хоровод «Лука» вокруг трёх сидящих мальчиков, которых затем поднимали на руках над головами, приговаривая «чтоб долгий лён родился» (бел. Штоб доўгі лён радзіў). Этот же хоровод исполняли в XX  веке в Молодечненском районе Минской области. Похожий рисунок у хоровода «На Янковой горе девка траву жала» (бел. На Янкавай гарэ дзеўка траву жала). В Ветковском районе Гомельской области как «Кривой танок» исполнялся также и хоровод «Василёк» (бел. Васіль ты мой, Васілёчак).
Один из вариантов кривого танка был записан в деревне Забродье Гомельской области в 1985 году. «Перед началом хоровода определяют трёх девочек или молодых девушек и очерчивают им места на игровой площадке так, чтобы при соединении между ними линий получился треугольник. Во время хоровода девушки могут стоять или сидеть на земле. Все участники хоровода становятся друг за другим и соединяют руки. По команде первой хороводницы все участники движутся вслед за ней, начиная с правой ноги, одновременно поют:
... И на Дуна, Дунаю,

Да и в Кривого танца,

Да и в Кривого танца,

Что не выведут девки конца.

Вели, вели, да и не вывели,

Что и вчёра с вечёра,

Что и вчёра с вечёра,

С тёмненькой ночи,

С тёмненькой ночи,

С вечера по полночи.
Оригинальный текст (бел.)... І на Дуна, Дунаю,

Дай у крывога танца,

Дай у крывога танца

Ці не выведуць дзеўкі конца.

Вялі, вялі, да не вывелі,

Шчэ й учора з вячора,

Шчэ й учора з вячора,

З цёмненькай ночы,

З цёмненькай ночы,

З вечара да поўначы.

Первая хороводница «простым шагом» ведёт всех вокруг трёх девочек. Догнав последнюю в цепочке участницу, первая хороводница соединяет с ней руки и хоровод продолжается в замкнутой цепочке. Во многих вариантах песен, сопровождающих танок, говорится про нелюбимого мужа (бел. «Мой нялюбы ў гусл і грае»), масленичная тематика (бел. «Дзеўкі кашу варыли, // Жоўтым маслам палівалі, // Белым сырам пасыпалі»), сказочная таинственность и другое.
Интересная разновидность Кривого танка под названием «Солнышко» была зафиксирована в Пинском районе Брестской области. Огибая посаженных рядком детей извилистой змейкой, шёл хоровод девушек с песней про солнышко, которое «шло да из-за русской стороны», про девушку, высушила трёх «казаченьков». Когда медленная песня заканчивалась, дети перебегали на новое место и также садились в ряд. Девушки снова брались за руки, и хоровод начинался сначала.
У белорусов известен хоровод под названием «Ой венча, мой венча», посвящённый венку, как символу девичей чистоты и молодости. В танке девушки берутся за руки, и живая цепь извивается вокруг трёх детей, сидящих на земле на некотором расстоянии друг от друга. В песне, сопровождающей танец, девушка высказывает сожаление о том, что мать отдаёт её венок нелюбимому (бел. «Ой, я цябе звіла, я цябе ды не насіла,... А мацюхна зняла, ды й нялюбаму дала»).
Белорусы кривой танок старались водить в поле, так как его исполнение способствовало богатому урожаю. Известна белорусская пословица: «Дзе крывы танок ходзіць, там жыта родзіць!». В восточных районах Белорусского Полесья Кривой танок является частью обряда Похороны стрелы, который дожил до конца XX века.
У украинцев Киевщины на Благовещение после обеда вокруг церкви девушки водят первый весенний хоровод: «Кривой танец» (укр. кривий танець). Взявшись за руки, девушки длинной чередой идут между тремя ивовыми колышками, воткнутыми в землю, и поют:

...А ми кривому танцю

Не виведемо кінця,

Його треба вести,

Як віночок плести...
Затем, снова взявшись за руки, идут хороводом и поют:
Дівки-чарівниці терем будували,

Терем будували, вікон не виймали,

Щоб не вилетів сивий соколонько

Та щоб не виніс дівочої краси,

Дівочої краси, весняної роси...
В конце хоровода девушки будто разговаривают с весной:
Вже ж весна воскресла, 

Що ж ти нам принесла?

— Принесла вам росу,

Дівочую красу!
Хоровод корнями уходит в языческие времена и связан с брачными игрищами. Мотив утраченного венка (символ девичьего целомудрия) и «засеянного поля» (символ плодовитости женщин) — основная идея песен и действий танца. Символика «кривого танка» имеет и земледельческую направленность: дети в кругу символизируют посаженные и уже проросшие растения, а хоровод вокруг них символизирует уход, полив и цикличность времени. Движение змейкой, как и орнамент в виде волнистой линии, символизирует дождь, поэтому кривой танок можно рассматривать как коллективный призыв дождя.